# American Pie präsentiert: Jetzt haben die Mädchen das Sagen
American Pie präsentiert: Jetzt haben die Mädchen das Sagen ist ein US-amerikanischer Teenager-Komödienfilm aus dem Jahr 2020. Der Film ist Teil der beliebten „American Pie“-Filmreihe, jedoch mit einer neuen Besetzung und Handlung.
Der Film dreht sich um eine Gruppe von Highschool-Mädchen, die einen Pakt schließen. Jede von ihnen hat ihre eigenen individuellen Ziele und Strategien, um ihr Ziel zu erreichen. Während sie sich auf verschiedene lustige und chaotische Abenteuer begeben, entdecken sie die Bedeutung von Freundschaft, Selbstwertgefühl und der Suche nach ihrer eigenen Identität. Dabei versucht der Film eine geschlechtertauschende Neuinterpretation des Originalfilms von 1999, die jedoch einige fragwürdige feministische Ansätze enthält. Insgesamt ist American Pie präsentiert: Jetzt haben die Mädchen das Sagen eine Coming-of-Age-Komödie, die Themen wie Sexualität, Freundschaft und Selbstentdeckung aus der Perspektive von Highschool-Mädchen erkundet.

## Handlung
American Pie präsentiert: Jetzt haben die Mädchen das Sagen folgt einer Gruppe von vier Highschool-Mädchen – Annie, Kayla, Michelle und Stephanie –, die einen Pakt schließen, um ihre individuellen Ziele bei Jungs, Sex und Romantik zu erreichen. Jede von ihnen hat ihre eigenen Strategien. Währenddessen entdecken sie die Bedeutung von Freundschaft, Selbstwertgefühl und der Suche nach ihrer eigenen Identität. Jedoch beginnt für alle vier der neue Mitschüler Grant eine Rolle zu spielen.
Annie möchte ihre Jungfräulichkeit an ihren Freund Jason verlieren, der jetzt aber das College besucht. Als sie von Michelle in einen Sexshop mitgenommen wird, bekommen sie Tipps von einer anderen Kundin, die sich später als neue Schulrektorin Ellen, Grants Mutter, entpuppt. Annie freundet sich mit Grant an und fühlt sich zunehmend zu ihm hingezogen, möchte aber an ihrer Beziehung mit Jason festhalten. Erschwerend kommt hinzu, dass ihr alleinerziehender Vater eine Affäre mit Ellen beginnt.
Kayla benutzt Grant, um ihren Exfreund Tim, der mit ihr Schluss machte, eifersüchtig zu machen. Das gelingt auch, zunächst beschränken sie und Tim sich aber auf unverbindlichen Sex. Kayla wird damit nicht dauerhaft glücklich, da sie immer noch starke Gefühle für Tim hat.
Michelle und Stephanie interessieren sich ebenfalls für Grant. Stephanie bezahlt ihren Mitschüler und Kindheitsfreund Emmett, der mit Grant schon länger befreundet ist, um mehr über Grant herauszufinden und sich für ihn interessant zu machen. Grant interessiert sich jedoch nur für Annie.
Nach einem Kuss zwischen Annie und Grant möchte sie für sich Klarheit schaffen und stattet Jason einen Überraschungsbesuch am College ab, um endlich mit ihm zu schlafen. Sie erwischt ihn jedoch in flagranti mit einem anderen Mädchen und beendet die Beziehung.
Als Michelle und Stephanie erkennen, wie viel Grant Annie bedeutet, verzichten sie auf ihn. Grant erfährt jedoch auf einer Party durch Jason vom Pakt der vier Mädchen und der Abmachung zwischen Stephanie und Emmett, fühlt sich benutzt und hintergangen und zieht sich zurück. 
Stephanie erkennt, dass Emmett der eigentlich Richtige für sie ist. Michelle wird von Ellen auf den schüchternen Oliver hingewiesen, der ihre intellektuellen Neigungen teilt, wie sie John F. Kennedy bewundert und in sie verliebt ist.
Die Mädchen erkennen, dass es nicht nur um die Erfüllung ihres Pakts geht, sondern auch um das Verständnis ihrer eigenen Wünsche und Bedürfnisse. Sie lernen, dass sexuelle Erfahrungen nicht der einzige Weg sind, um Selbstwertgefühl und persönliches Glück zu finden. Die Geschichte endet mit einer stärkeren Bindung zwischen den Mädchen und der Erkenntnis, dass sie einander in ihrer individuellen Entwicklung unterstützen können.
Stephanie, Michelle und Kayla sorgen auf einem Schulfest dafür, dass Annie und Grant wieder zusammenfinden. Nicht nur Annie und Grant werden ein Paar, sondern auch Stephanie und Emmett, Kayla und Tim sowie Michelle und Oliver. Am Ende des Films haben alle vier Mädchen Sex mit ihren Partnern.

## Rezeption
American Pie präsentiert: Jetzt haben die Mädchen das Sagen wurde von der Kritik eher schlecht aufgenommen. 
Die Auswertung von 10 Kritiken durch Rotten Tomatoes ergab eine Zustimmungsquote von lediglich 30 Prozent.
Auf MUBI hat der Film eine Bewertung von 3.3/10 basierend auf 11 Bewertungen.